# Rockwall County
Rockwall County är ett administrativt område i delstaten Texas, USA. År 2010 hade county 78 337 invånare. Den administrativa huvudorten (county seat) är Rockwall. 

## Geografi
Enligt United States Census Bureau så har countyt en total area på 386 km². 334 km² av den arean är land och 52 km² är vatten.  

### Angränsande countyn
- Collin County - norr
- Hunt County - öster
- Kaufman County - söder
- Dallas County - väster

## Städer och samhällen
| - Fate - Heath - McLendon-Chisholm | - Mobile City - Rockwall - Royse City |